# Городской сад (Курган)

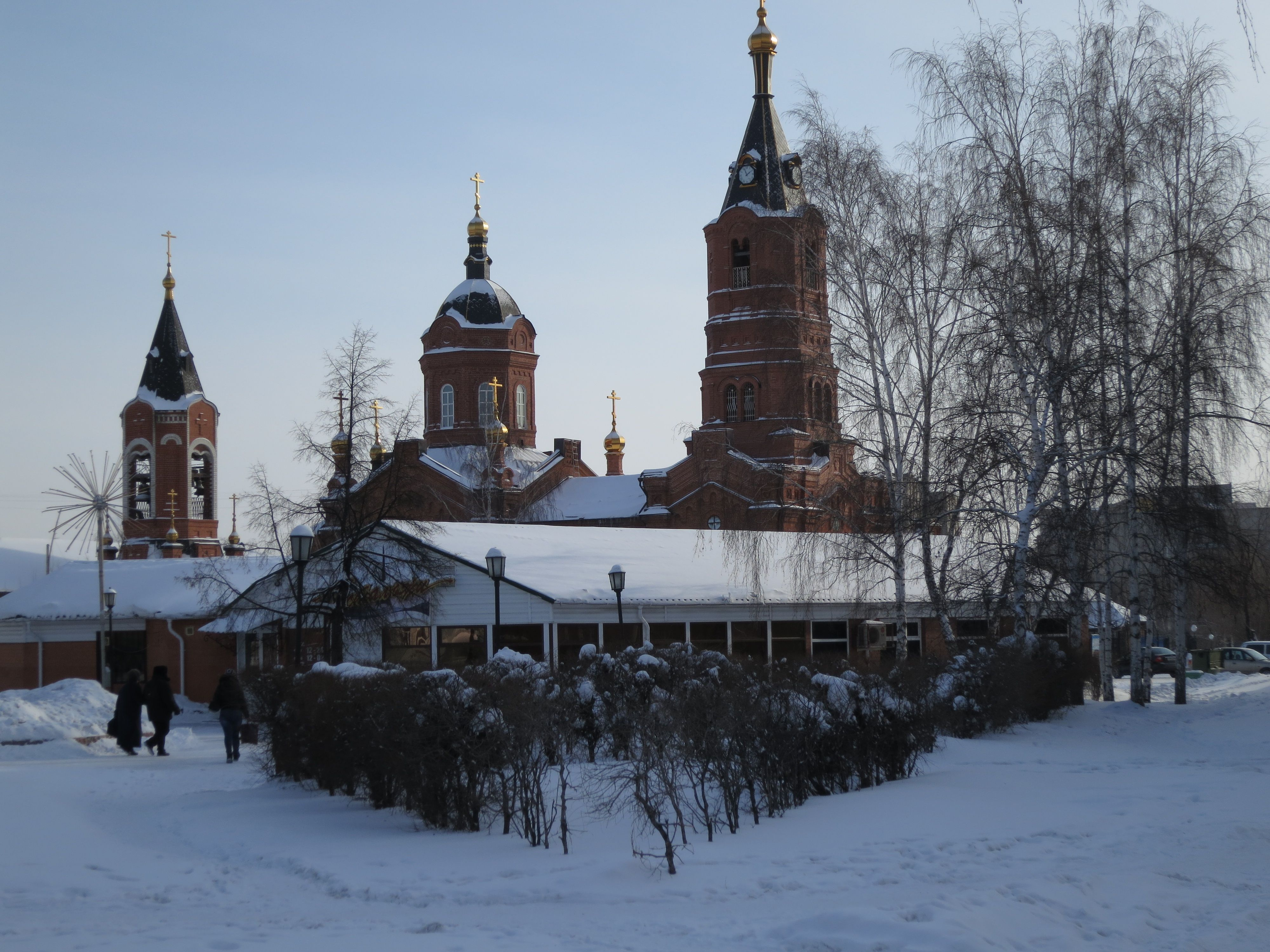
Кафе «Ностальжи» и бывшая кладбищенская Александро-Невская церковь, ныне собор

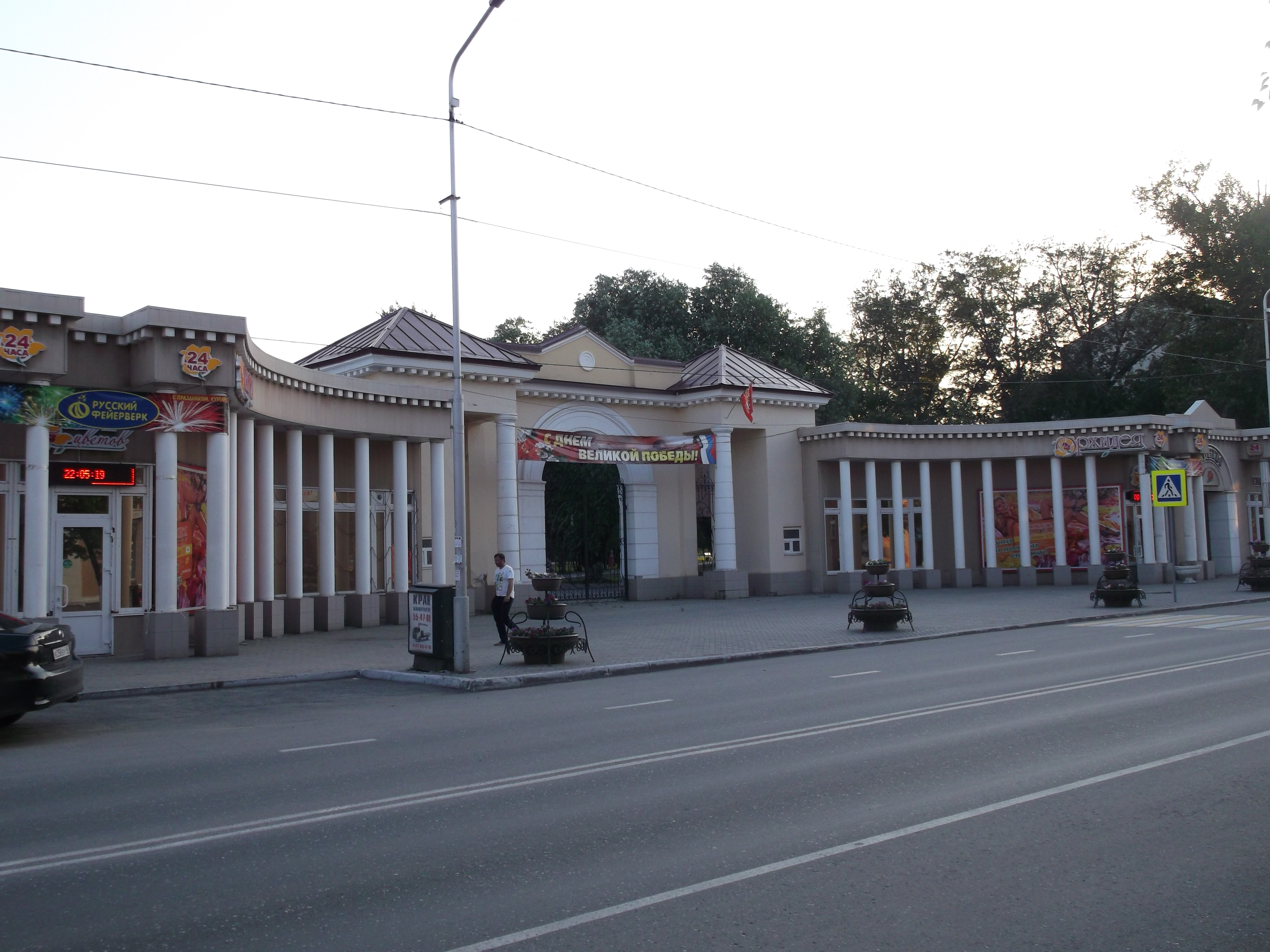
Вход с улицы Ленина

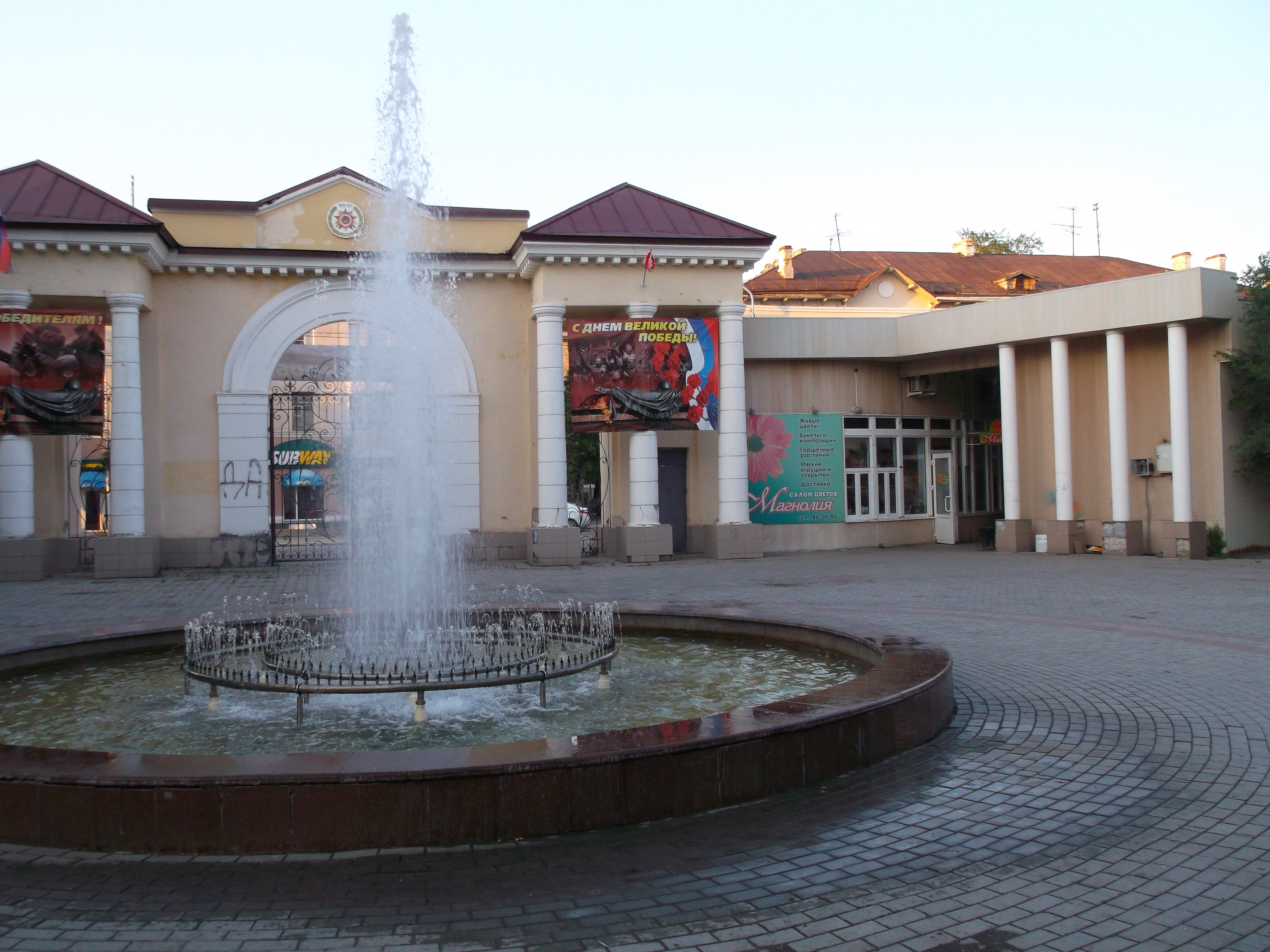
Выход на улицу Ленина

Городско́й сад имени Алекса́ндра Не́вского (Горсад) — парк (сад отдыха и прогулок) в городе Кургане, Россия.
В советское время Городскому саду присвоено имя В.И. Ленина. 26 октября 2022 года присвоено имя Александра Невского.

## О Горсаде
Городской сад занимает несколько кварталов между улицами Карла Маркса, Гоголя, Ленина и Володарского. Горсад имеет два архитектурно оформленных входа — Южный (с улицы Карла Маркса) и Восточный (с улицы Ленина).
В состав Городского сада входят:
- Фестивальный сквер (в северной части, между зданием Правительства Курганской  области и Курганским государственным театром драмы)
- Сквер Декабристов (в северной части, между зданием Правительства Курганской  области и Кафедральным собором святого благоверного князя Александра Невского)
- Шахматный сквер (в западной части, между Кафедральным собором святого благоверного князя Александра Невского и улицей Володарского)
- Сквер Счастья (в центральной части, рядом с аллеей в честь 65-летия ОСАО «Ингосстрах».

На карте градостроительного зонирования территория городского сада входит в границы памятника археологии, который называется «Культурный слой города Кургана XVII—XIX веков». 

### История
На месте нынешнего Городского сада располагалось первое в Кургане общегородское кладбище, заложенное в 1786 при проектировании первого плана регулярной застройки. В 1860 было принято решение закрыть оказавшееся в кольце плотной городской застройки кладбище и на его месте разбить Городской сад, построив, однако, кладбищенскую церковь.
В западной части Городского сада располагалась Конная площадь. В июле 1895 года Курганская городская Дума постановила место под постройку Александро-Невского храма избрать на Конной площади, посредине, с задней стороны ограды кладбища с тем, чтобы алтарь выходил на кладбище, а корпус церкви — на площадь. Конная площадь получила название Александровская площадь. В 1919 году переименована в площадь Урицкого. На площади в братских могилах похоронены жертвы контрреволюции времен белочешского переворота 1918 года, колчаковского правительства и кулацкого восстания 1921 года. В начале апреля 1921 года по настоянию городских коммунальных властей захоронения в братской могиле «ввиду её переполнения» и «небезопасности в смысле ограждения жителей от эпидемиологических заболеваний» были прекращены. 7 ноября 1921 года открыт обелиск на братской могиле, сооружённый по проекту представленному 206-м полком.
В июне 1924 года Курганский горсовет постановил организовать центральный сад-парк вблизи братских могил, объединив садики: бывшего Гоголевского училища, Московского общества сельского хозяйства и Александровского кладбища. В 1930 году обелиск перенесен на главную аллею городского сада. Впоследствии на подлинных могилах устроили аттракцион-карусель (прекратили работу в 1990-х и были демонтированы).
В советское время Городскому саду присвоено имя В.И. Ленина.
В предвоенное время в газете «Красный Курган» печатались специальные талоны на посещение спектаклей, проходивших в летнем театре горсада. Одновременно они играли роль газетной афиши, на них указывалось название спектакля, жанр представления, его начало, и общая программа вечера (танцы, массовое гуляние). А также в каждом номере сообщалось, что в городском саду по вечерам играет духовой оркестр.
В городском саду с 1 мая 1959 года работал летний кинотеатр «Родина» (рассчитан на 600 человек). Кино демонстрировалось до начала 90-х. Здание сгорело при пожаре 26 мая 2001 года.
15 августа 1969 года, на месте действительного захоронения комиссаров по проекту скульптора С.А. Голощапова и архитектора Г.А. Захарова построен Мемориальный комплекс памяти павших за Советскую власть.
В 2004 году проектной организацией ООО «АС» был разработан проект реконструкции городского сада. Данный проект согласован Градостроительным советом (протокол № 2018 от 28 сентября 2004 года).
Земельный участок, на котором расположен городской сад, сдали в аренду в апреле 2004 года. Срок окончания договора аренды апрель 2053 года. Арендатор — ООО «Курган-парк». Размер арендной платы составлял 776.8 тыс. руб. ООО «Курган-Парк» начало реконструкцию городского сада: были установлены колесо обозрения и другие аттракционы. В сентябре 2011 года арендная плата уменьшена и составляет 64 тыс. руб.
Решением Курганской городской Думы от 26 октября 2022 года № 130 «О присвоении наименования элементу планировочной структуры (парку) в городе Кургане» присвоено элементу планировочной структуры (парку) в городе Кургане наименование — Городской сад имени Александра Невского. При обсуждении вопроса о наименовании горсада депутат Яков Семёнович Сидоров заявил: «Уж коли так случилось, что мы забыли, что у городского сада есть имя Ленина, у меня как у депутата Курганской городской Думы есть предложение. Предлагаю присвоить Курганскому городскому саду имя Владимира Ильича Ленина, если оно каким-то образом ранее исчезло». Глава города Елена Вячеславовна Ситникова отметила, официальных подтверждений тому, что горсад носил имя Ленина найти не удалось, поэтому о переименовании речи не идет. Большинством голосов депутатов (17 — за, 2 — против, 4 — воздержались) принято решение о присвоении горсаду имени Александра Невского.

## Сооружения Горсада
- Собор Александра Невского

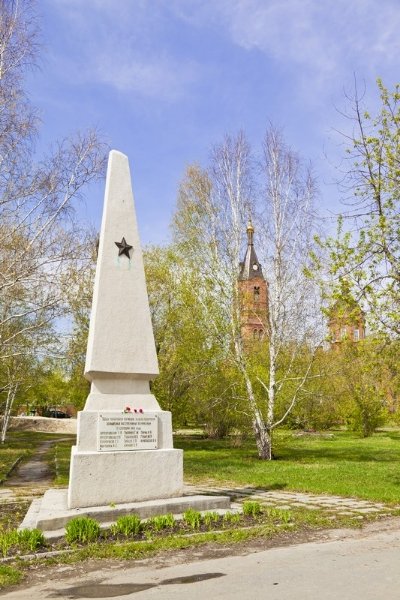
Обелиск памяти павших комиссаров в борьбе за власть Советов

- Епархиальное управление Курганской и Белозерской епархии Русской православной церкви
- Обелиск памяти павших комиссаров в борьбе за власть Советов, открыт 7 ноября 1921 года, проект представлен 206-м полком.
- Мемориальный комплекс памяти павших в борьбе за власть Советов, открыт 15 августа 1969 года, скульптор С. А. Голощапов и архитектор Г. А. Захаров
- Родители (скульптурная композиция), открыт 23 ноября 2007 года, скульптор Л. Лапердина.
- Памятник декабристам, открыт 25 августа 2012 года, художник Т. Иванова.
- Крест в память умерших вследствие Чернобыльской катастрофы и других техногенных катастроф
- Памятник  С. А. Балакшину, открыт 24 сентября 2021 года, скульптор О.Ю. Красношеина[8]
- Памятник Александру Невскому, открыт 15 декабря 2021 года
- Декоративное сооружение «Совет да любовь» (Демонтировано в 2020 году)
- Декоративное сооружение «Скамья влюблённых», открыт 22 августа 2013 года, автор Н.Ф. Крейчи.
- Декоративное сооружение «Подкова» (Демонтировано в 2020 году)
- Декоративное сооружение «Качели»
- Декоративное сооружение «Светодинамический фонтан»
- Стела «Золотое кольцо»
- Романтическая композиция «Место встречи под часами»
- 2 фонтана (у восточного входа и у кафе «Ностальжи»)
- Крытая сцена (Демонтировано в 2020 году)
- Входная группа со стороны ул. Ленина с магазинами по продаже цветов
- Входная группа со стороны ул. К. Маркса
- Площадка для запуска салютов
- Общественный туалет

На территории Горсада расположены:
- Дворец творчества юных (ул. Гоголя, 54)
- Здание Правительства Курганской области и Курганская областная Дума  (ул. Гоголя, 56)
- Курганский театр драмы (ул. Гоголя, 58)
- Жилые дома по ул.К.Маркса, 87 и Ленина, 21

### Кафе
- Кафе «Ностальжи» (ул. Гоголя, 54а)
- Кофейня «Театр» (в здании театра драмы, вход со стороны улицы Ленина)

### Аттракционы
Действующие
- Детский игровой комплекс

Демонтированные аттракционы
- Батуты (Демонтировано в 2020 году)
- Тир «За Родину» (Демонтировано в 2020 году)
- Паровозик «Цирк» (Демонтировано в 2020 году)
- Свадебная Карусель «Лошадки» (Демонтировано в 2020 году)
- Пиратский корабль (Демонтировано в 2020 году)
- Молния Маквин "двойная волна" (Демонтировано в 2020 году)
- Бассейн «Водный шар» (Демонтировано в 2015 году)
- Тир (Демонтировано в 2015 году)
- Вертолёты (Демонтировано в 2015 году)
- Карусель (Демонтировано в 2015 году)
- Детская железная дорога «Ассорти» (Демонтировано в 2015 году)
- Angry Birds (Демонтировано в 2014 году)
- Колесо обозрения (Демонтировано в 2014 году)
- Лебеди (Демонтировано в 2014 году)
- Мини-карусель (Демонтировано в 2014 году)
- Весёлый светофор (Демонтировано в 2014 году)
- Солнышко (Демонтировано в 2014 году)
- Слоники (Демонтировано в 2014 году)
- Чайный сервиз (Демонтировано в 2014 году)
- Мини-поезд
- Емеля
- Кенгуру
- Вальс
- Колокольчик
- Алые паруса (Юнга)
- Сюрприз

## Контакты
г. Курган, ул. Ленина, 23

## Проезд
Проезд на автобусах № 75, 104, 304, 378 до остановки «Драмтеатр» (ул. Ленина).
На автобусах № 7, 30, 31, 75, 301, 306, 308, 312, 329, 349, 374, 391 до остановки «Кинотеатр «Россия».

## Дополнительно

### Погребённые на кладбище
- Повало-Швейковский, Иван Семёнович (1787—1845) — декабрист
- Фохт, Иван Фёдорович (1794—1842) — декабрист
- Шишкин, Фёдор Васильевич (1803—1881) — городской голова, купец 1-й гильдии.

### Погребённые на площади Урицкого

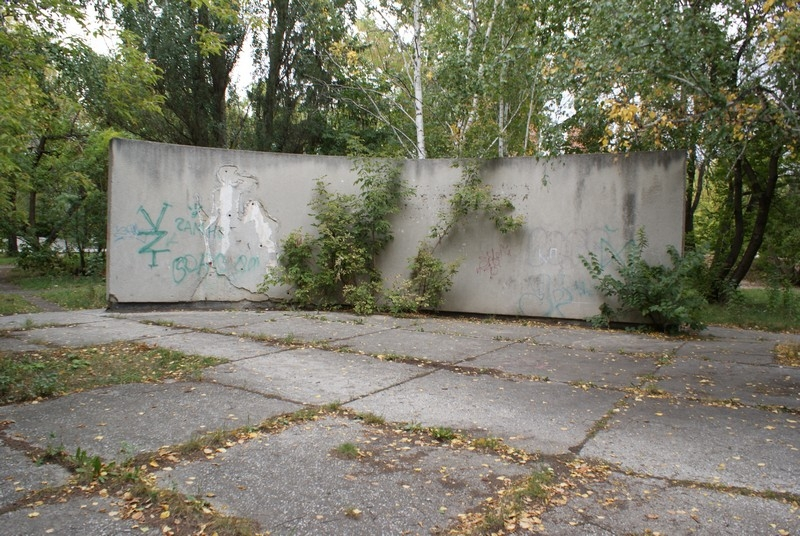
Мемориальный комплекс памяти павших в борьбе за власть Советов на братской могиле десяти курганских комиссаров. Были рельефные фигуры девушки с винтовкой в руках и тяжело раненного красноармейца и слова К.Ф. Рылеева: «Славна кончина за народ, певцы герою в воздаянье из века в век, из рода в род передадут его деянье». Фото 2012 года.

- Аргентовский, Лавр Васильевич (1891—1918) — комиссар горуездной милиции
- Аргентовская, Наталья Васильевна (1900—1919) — участница революционного движения, сестра Лавра
- Грунт, Мартин Петрович (?—1918) — комиссар Курганской тюрьмы, член Курганского уездного революционного трибунала
- Губанов, Владимир Владимирович (?—1918) — комиссар труда, член совдепа, военный комиссар
- Зайцев, Евгений Леонтьевич (?—1918) — председатель Курганского совдепа
- Зырянов, Григорий Михайлович (?—1918) — член следственной комиссии Курганского уездного революционного трибунала
- Климов, Александр Павлович (1890—1918) — председатель первого большевистского комитета Курганской партийной организации, член исполкома совдепа, первый военный комиссар г. Кургана
- Кучевасов, Филипп Иванович (?—1918) — председатель следственной комиссии Курганского уездного революционного трибунала
- Мартынюк, Александр Евстафьевич (?—1918) — секретарь Курганского уездного революционного трибунала
- Осокин, Анатолий (?—1925) — комсомольский и профсоюзный лидер[9]
- Пуриц, Ян Янович (Иван Яковлевич) (?—1918) — первый редактор большевистской рабоче-крестьянской газеты «Известия Совета рабочих, солдатских и крестьянских депутатов» в городе Кургане
- Савельев, Фёдор Митрофанович (1899—1923) — помощник начальника Курганского уголовного розыска при управлении рабоче-крестьянской милиции
- Солодников, Сергей Александрович (?—1918) — секретарь Курганского совдепа

### Погребённые в склепе Александро-Невского собора
- Михаил (Расковалов) (1953—2008) — епископ Курганский и Шадринский
- Смолин, Дмитрий Иванович (1833—1898) — промышленник, почётный гражданин Кургана
- Смолина, Елизавета Фёдоровна (1835—1908) — вдова Д.И. Смолина